# ヤクシャ・マッラ
ヤクシャ・マッラ（Yaksha Malla、? - 1482年）は、ネパール、マッラ朝の君主（在位：1428年 - 1482年）。同王朝の統一時代最後の君主でもある。
その治世、国力は上がり、国内の治安は維持され、経済状態は良かった。他方、国を出て盆地外への遠征も行い、領土も大幅に拡大された。
だが、家族愛が強すぎ、王子らを平等に扱ったため、1482年に王が死亡すると、その版図はカトマンズ・マッラ朝、バクタプル・マッラ朝、パタン・マッラ朝に分裂した。